# Forêt alluviale

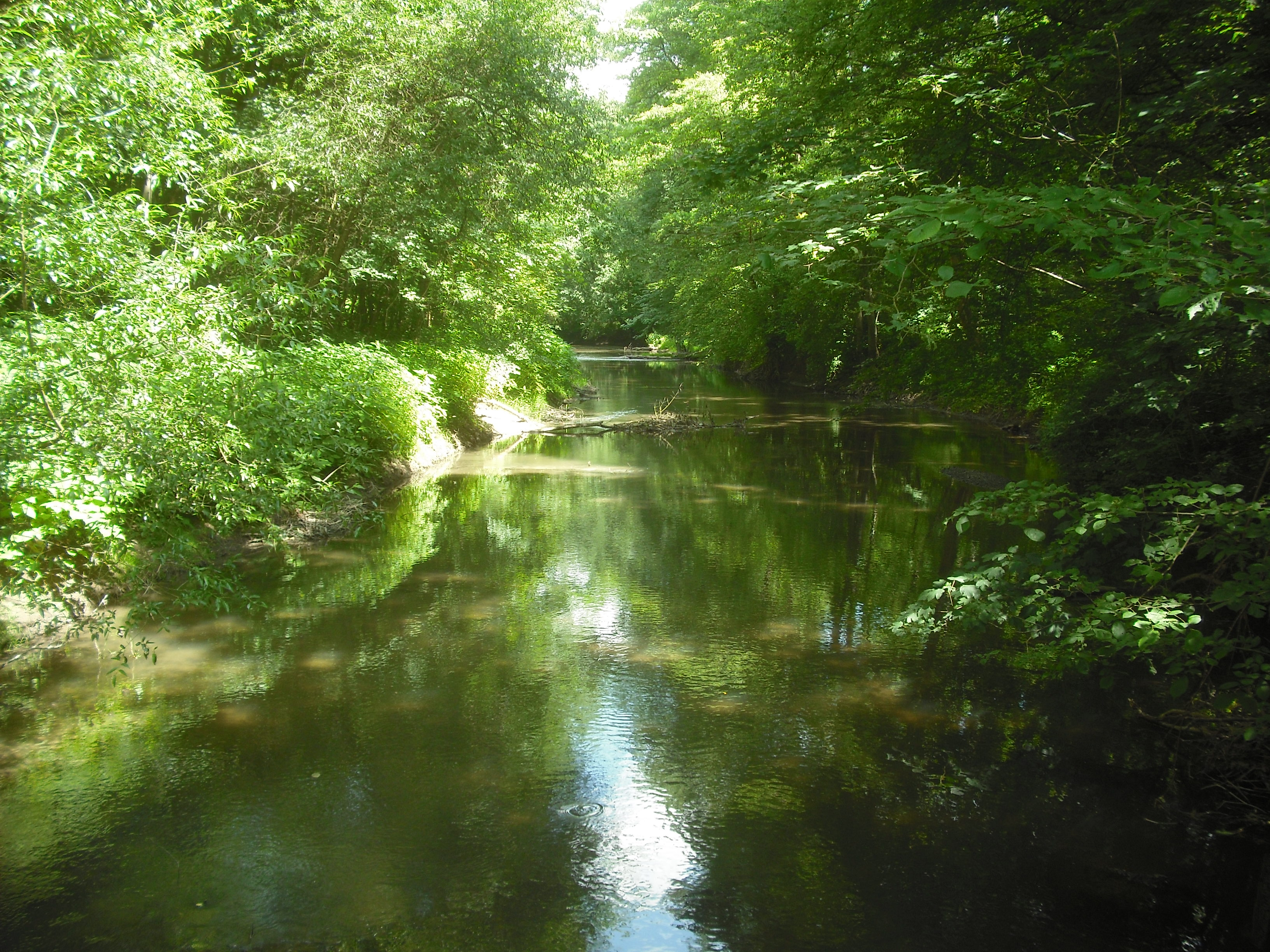
La forêt alluviale de l'Illwald à Sélestat en Alsace.

Une forêt alluviale, qui est aussi souvent une « forêt inondable » ou parfois partiellement une « forêt inondée », est une forêt croissant sur une zone alluviale, souvent riveraine de cours d'eau. En ce qui concerne les services écosystémiques, elle joue un rôle de zone tampon pour l'eau.
Généralement, les racines de la plupart des arbres se développent mal sur et dans les alluvions saturées en eau ou le long d'un cours d'eau en fond de vallée alluviale ou dans le lit majeur de cours d'eau de basse montagne ou systèmes collinaires. Toutefois, plusieurs familles d'arbres ont développé des adaptations à l'ennoiement. 
La forêt alluviale est le type de forêt le plus riche pour ce qui est du nombre d'espèces par unité de surface, caractérisé par une mosaïque complexe d'unités présentant des conditions de milieu et des âges variables, des parties subaquatiques à la canopée avec des écotones souvent complexes et dynamiques. 

C'est également le type de forêt devenu le plus rare en France et en Europe tempérée, ce qui renforce leur valeur intrinsèque (On leur accorde une haute valeur patrimoniale), alors qu'elles comptent pour une part importante de la biodiversité forestière.
À la différence de la végétation ripisylve qui en fait partie, mais qui reste relativement étroite, la forêt alluviale se développe en « forêt plus ou moins inondable » et humide sur des dizaines à centaines de mètres du cours d'eau et autour de bras morts, comme dans la jungle rhénane en Europe.
C'est aussi une forêt riche en lianes (houblon, vigne sauvage (Vitis vinifera), lierre grimpant arborescent qui remplissent des fonctions particulières dans ces forêts).
Ces forêts jouent un rôle majeur pour l'épuration naturelle de l'eau et de l'air, et offrent un habitat (dont frayères pour les poissons) à de nombreuses espèces de plantes épiphytes et lianes, champignons et animaux.

## Adaptations spécifiques des arbres à l'environnement alluvial ou inondé
Une longue immersion est une cause de stress pour toutes les plantes non palustres et non aquatiques, mais de nombreuses plantes de zones humides ont développé des adaptations physiologiques, biochimiques, moléculaires, génétiques... à l'inondation plus ou moins durable,, notamment sur le plan de l'écologie racinaire. 
Dans les parties les plus humides ou là où la forêt est inondée en permanence, seules certaines essences, variétés ou sous-espèces d'arbres (de chêne par exemple) et de buissons peuvent croître normalement, grâce à des adaptations spécifiques permettant le transport d'oxygène jusqu'aux racines. 
Dans les sols immergés où l'eau circule mal, les racines sont privées d'oxygène et de tout ou partie de leurs symbiotes habituels.
Plusieurs adaptations des arbres et de leur système racinaire à un ennoiement plus ou moins permanent sont connues ; ce sont :
- la production de racines adventives sur le tronc, bien au-dessus du collet et au-dessus du niveau des sédiments (fréquent chez les saules en Europe). Des symbioses avec des bactéries ou champignons aquatiques peuvent remplacer les mycorhizations observées dans les sols aérés et non saturés en eau, notamment chez le saule, l'aulne et le peuplier dans l'hémisphère nord[17].
- la production d'aérenchymes (lacunes gazeuses dans le cortex des tissus formant une réserve d'oxygène[18],[19],[20].
- la production de lenticelles hypertrophiées qui permettent les échanges gazeux entre l'atmosphère et les tissus internes des végétaux (facile à observer sur une bouture de ficus dans de l'eau). Ces lenticelles peuvent absorber des gaz, (CO2 ou oxygène) et participer à des phénomènes de détoxication de l'arbre en situation d'anoxie racinaire[21],[22],[23],[24],[25].
- la biosynthèse par l'arbre d'une protéine transporteuse de l'oxygène qui est une « hémoglobine non-symbiotique » dont le gène a été identifié[26] et qui pourrait jouer un rôle important dans la gestion par l'arbre du monoxyde d'azote et dans le déclenchement de la cascade de modifications métaboliques nécessaires aux adaptations à l'inondation. Cette protéine est synthétisée dans les racines en conditions d'hypoxie (Taylor et al. 1994, Trevaskis et al. 1997, Lira Ruan et al. 2001, cités par C. Parent (2008)[21].
- production - chez quelques rares espèces - de pneumatophores.
- tolérance accrue à l'anoxie et à l'éthanol[27]
- tolérance accrue au chlore et au sel chez les espèces de la mangrove (en zone saumâtre, un seul écosystème de type forestier subsiste, c'est la mangrove, dont les arbres sont également adaptées au sel).

L'étude des adaptations à l'inondation se poursuit, in situ ou en simulant en laboratoire l'inondation de diverses espèces.

## Caractéristiques écopaysagères
Elle est constituée d'une riche flore de berges suivies d’étagements plus ou moins marqués de buissons denses et lianes et d'arbres produisant des bois tendres. Ces arbres sont pour la plupart relativement fragiles, mais capables de régénération rapide après une perturbation ; ce sont en France et en Europe principalement des saules et des peupliers. Mais elle tend climaciquement à évoluer vers un stade de « forêt alluviale mûre » dite « à bois durs » (Querco-Ulmetum pour les phytosociologues) comme dans la forêt alluviale de Leipzig où cohabitent l'aulne glutineux, le frêne et localement ou autrefois l'orme (décimé par la graphiose de l'orme à la fin du XXe siècle). 
C'est une forêt en régénération rapide et constante là où la dynamique du cours d'eau est la plus active. Cet écosystème est totalement adapté aux fluctuations plus ou moins cycliques et importantes des niveaux d'eau,. Il en dépend même, car les déplacements de l'eau et de ses méandres, les effondrements de berges et l'apparition d'îlots, en fonction des embâcles naturels ou du travail de certaines espèces typique de ces milieux telles que le Castor (Castor canadensis en Amérique du Nord et Castor fiber, espèce-ingénieur qui reconstitue lentement ses populations en Europe après avoir failli disparaître au XIXe siècle en sont des éléments constitutifs.
En zone tempérée de l'hémisphère nord, ces forêts sont généralement plus lumineuses et plus riches en essence que les forêts de bois durs qui les jouxtent naturellement. Leur canopée est plus hétérogène et variée. 

Ceci est notamment expliqué par l'absence de hêtres (essence qui ne supporte pas les inondations de printemps et de début d'été) qui permet la persistance de trouées de lumière plus fréquentes (les chablis de tempêtes plus nombreux ou fréquents sur sols tourbeux ou gorgés d'eau). De même les méandres, tresses et lacis de cours d'eau entretiennent de manière dynamique des trouées plus ou moins linéaires. En hiver et au printemps, le miroir que constitue la surface de l'eau renvoie aussi une partie de la lumière vers les sous-bois adjacents.
Le bois mort, souvent immergé ou partiellement ou périodiquement immergé, y présente des caractéristiques et fonctions particulières, notamment importantes pour la biodiversité des champignons et des bryophytes, favorisant par exemple des mousses telles que Leptodictyum riparium et Hygroamblystegium varium.
« La préservation des boisements alluviaux est fortement recommandée à travers les différents SDAGE (...) liée notamment au caractère relictuel de cet habitat et à son rôle majeur dans l’écrêtement des crues »

## Menaces, pressions, expériences de restauration écologique

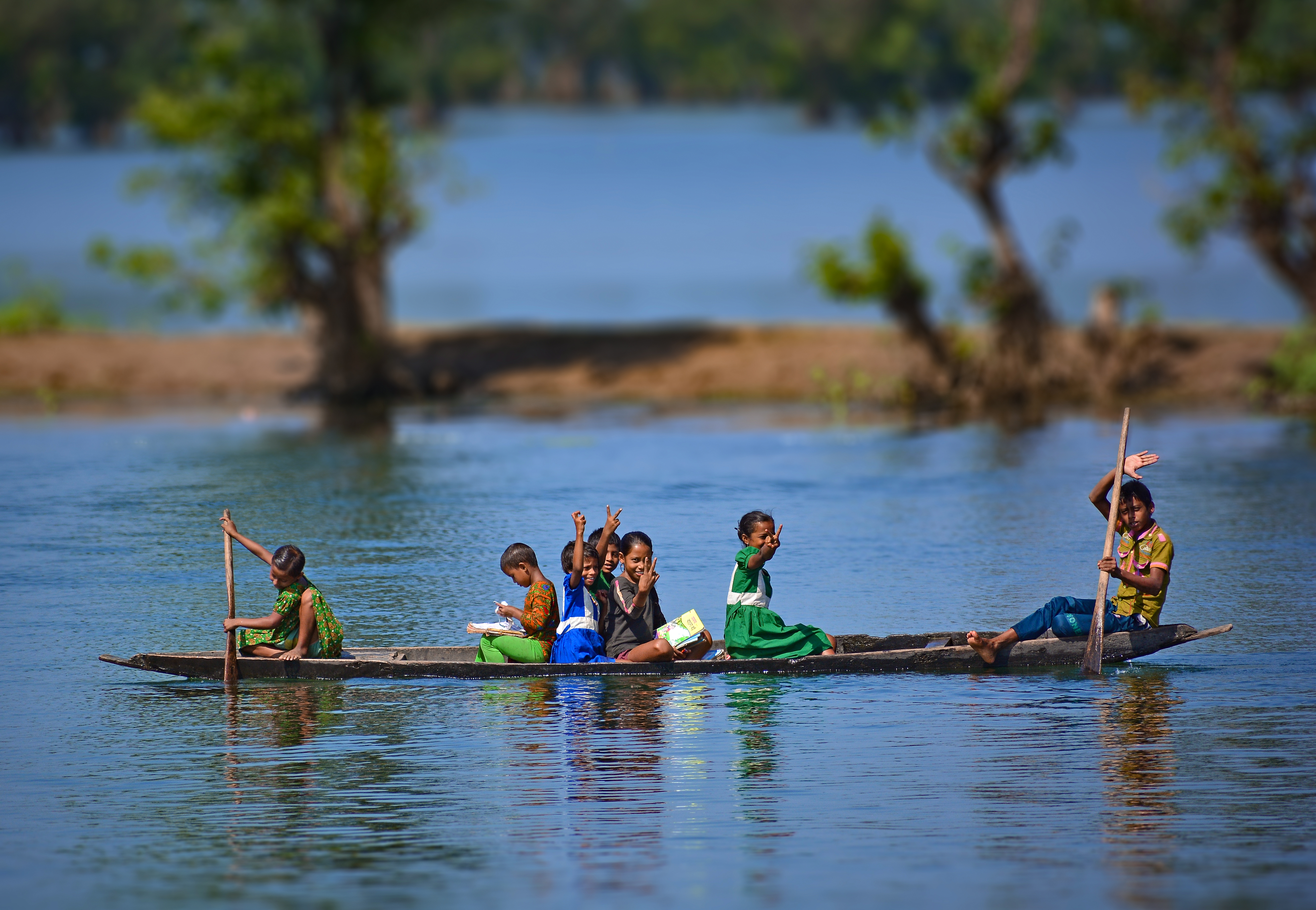
Les forêts alluviales sont parfois des milieux de vie humaine. Ici, des enfants dans une barque naviguent sur la rivière Shari-Goyain, dans la, seule forêt alluviale du Bangladesh.

Ces forêts sont biologiquement très productives et parfois habitées par l'Homme (chasseurs-collecteurs pygmées dans le bassin du Congo), mais très difficiles à exploiter par la sylviculture, en raison de leur caractère inondable et marécageux notamment. 
Communes depuis des millions d'années et jusqu'à la fin de la préhistoire, dans les zones anthropisées, elles ont souvent été peu à peu drainées ou rasées pour être plantées de Peupliers ou consacrée à la mise en culture ou pâturage.  
Hormis dans quelques zones tropicales ou isolées où elles font parfois l'objet d'une gestion spécifique (dans le delta du Niger au Mali par exemple, elles comptent ainsi aujourd'hui parmi les forêts les plus rares, à la suite de l'aménagement des vallées et des cours d'eau, du drainage généralisé des fonds de vallées pour leur mise en culture et la construction d'établissements humains (villes, zones commerciales, zones industrielles...). Le drainage ou des aménagements empêchant les inondations détruisent l'écosystème de la forêt alluviale dont la dynamique repose sur celle des cours d'eau et celle du plafond la nappe superficielle. 
Elles sont vulnérables aux polluants non biodégradables apportées par le ruissellement vers les plaines d'inondation, la biodégradation peut y être ralentie et le cycle biogéochimique des éléments modifiés en raison d'un pH souvent plus acide et de l'anoxie du substrat.
Au Cambodge en 2004, il ne restait que 3 % de la forêt inondable ; et « sa surface est passée de 600 000 hectares à 19 500 ha entre 1995 et 2004 ». 
En France les reliques de la forêt alluviale (rhénanes principalement) sont en grande partie protégées. La forêt rhénane fait l'objet d'essai de restauration écologique/renaturation. Quelques petites taches de forêts alluviales ont aussi survécu ailleurs. Certaines se régénèrent, en Alsace, dans le Bassin du Rhône ou de la Loire, ou dans les Ardennes (ex : La forêt alluviale du Mont-Dieu de 11 km2 dans la plaine alluviale de la Bar (bassin de la Meusepar exemple), parfois en cours de régénération naturelle sur des zones de déprise agricole ou en zone périurbaine (Bois de Santes dans le Parc de la Deûle près de Lille). Il existe une expérience de régénération totale et volontaire de ce type de forêt, à Proville (au sud de Cambrai) dans le haut-bassin de l'Escaut, sur la dernière partie relativement naturelle de l'Escaut-Rivière, sur une zone qui avait été durant plus d'un siècle transformée en peupleraie et qui bénéficie aujourd'hui d'une gestion restauratoire et d'un classement en Réserve naturelle régionale.

## Recherches
Ces forêts patrimonialement remarquables sont parfois assez "mobiles". Elles comptent aussi (avec les forêts de ravins et de fortes pentes) parmi les plus difficilement accessibles aux prospections et inventaires naturalistes. 
Elles ont cependant fait l'objet de diverses études, y compris d'écologie rétrospective concernant leur physionomie aux époques préhistoriques (paléoécologie, paléopaysages, palynologie...). 
Un travail est également en cours concernant leur évaluation environnementale (état zéro et évaluation de la dynamique forestière spécifique, ce qui nécessite des protocoles adaptés, notamment testés par le réseau des réserves naturelles de France, qui se base notamment sur la phytosociologie.
On s'est aussi intéressé à leur fonctionnement sédimentaire, hydrologique et hydrochimique ou aux capacités d'espèces telles que le ver de terre à s'adapter à leurs dynamiques d'évolution et en particulier à leur caractère inondable.

### Filmographie
- La Moselle ensauvagée (3/10) - La forêt alluviale, vidéo extraite du film pédagogique La Moselle ensauvagée - De l’eau et des forêts dans la vallée de la Moselle ou le retour d’une dynamique naturelle ; Université de Lorraine